# Les Fanatiques
Pour plus de détails, voir Fiche technique et Distribution.
Les Fanatiques est un film français, réalisé par Alex Joffé et sorti en 1957.

## Synopsis
Une révolution vient d'éclater dans un pays d'Amérique du Sud, pendant l'absence de son dictateur en visite officielle en France. Celui-ci décide de rentrer en hâte pour contrer la révolution. Pour éviter cela, des révolutionnaires basés en France projettent de placer une bombe à bord de l'avion.

## Fiche technique
- Réalisation : Alex Joffé
- Scénario, adaptation et dialogues : Alex Joffé et Jean Lévitte
- Assistant réalisateur : Robert Ménégoz et Ornella Volta
- Photographie : Léonce-Henri Burel
- Opérateur : Henri Raichi, assisté de Jean Charvein et Jean Chiabant
- Musique : Paul Misraki (éditions Impéria)
- Décors : Jacques Paris, assisté d'Henri Sonois et André Guérin
- Montage : Raymond Lamy, assisté de Germaine Fouquet
- Son : Jacques Lebreton
- Perchman : Charly Ackerman
- Recorder : Daniel Héron
- Maquillage : Igor Kaldich
- Coiffure : Claude Uselmann
- Photographe de plateau : Jean-Louis Castelli
- Script-girl : Colette Robin
- Régisseur : Irénée Leriche
- Régisseur adjoint : Pierre Cosson
- Régisseur extérieur : Émeric Genini
- Accessoiriste : Marius Martin et Raymond Lemarchand
- Administrateur : Antoine Maestrati
- Habilleuse : Germaine Hoden et Paule Cousteau
- Tournage du 14 juin au 23 août 1957 à l'aéroport de Nice et dans les studios de Boulogne
- Sociétés de production : Coopérative générale du cinéma français, Films Régent, Cinégraph
- Chef de production : Pierre Lévy-Corti, Alex Joffé
- Secrétaire de production : Élyse Marion
- Distribution : Pathé Consortium Cinéma
- Trucage : LAX
- Tirage : Laboratoire franay L.T.C Saint-Cloud
- Enregistrement Optiphone Western Electric, système sonore
- Pays :  France
- Format : Noir et blanc - 35 mm - Son mono
- Genre : Drame
- Durée : 90 min
- Date de sortie : 
  - France : 8 novembre 1957
- Affiche : André Bertrand (France)

## Distribution
- Pierre Fresnay : Luis Vargas
- Michel Auclair : Diego Dias
- Françoise Fabian : Mlle Lambert
- Grégoire Aslan : Le général Antonio Ribéra
- Tilda Thamar : Juana Ribéra
- Betty Schneider : Lili
- Pierre Tabard : Sevelli
- José Lewgoy : Ramirez
- Edward Fleming : un passager amoureux
- René Hell : Coti, le bagagiste de l'aéroport
- Grégory Chmara : Le passager qui pose une question
- Pascal Alexandre : François, le petit garçon
- Olivier Darrieux : L'homme qui demande à Diego de prendre des passagers
- René Alone
- Luce Aubertin
- Georges Debret
- François Marié
- Jean Chapot
- Geneviève Antonelli
- Pierre Cosson
- Bernard Privat
- Armand Tabuteau
- André Bonnarel
- Véronique Deschamps
- Daniel Crohem
- Lucien Camiret